# Lista de representantes permanentes do Afeganistão nas Nações Unidas
Esta é uma lista de representantes permanentes do Afeganistão, ou outros chefes de missão, na Organização das Nações Unidas em Nova Iorque.
O Afeganistão foi admitido como membro das Nações Unidas a 19 de novembro de 1946.
| Início | Término | Representante permanente (Chefe de missão) | Cargo                    | Credenciais |
| ------ | ------- | ------------------------------------------ | ------------------------ | ----------- |
| 1949   |         | Mohammed Kabir Louddin                     | Representante permanente |             |
| 1950   |         | Abdul Hamid Aziz                           | Representante permanente |             |
| 1958   | 1972    | Abdul Rahman Pazhwak                       | Representante permanente |             |
| 1979   |         | Bismellah Sahak                            | Representante permanente |             |
| 1981   | 1987    | Farid Zarif                                | Representante permanente |             |
| 1987   | 1989    | Shah Mohammad Dost                         | Representante permanente |             |
| 1989   |         | Noor Ahmed Noor                            | Representante permanente |             |
| 1991   |         | Khodaidad Basharmal                        | Representante permanente |             |
| 1993   | 2006    | Ravan Farhâdi                              | Representante permanente | 2002-01-11  |
| 2006   | 2015    | Zahir Tanin                                | Representante permanente | 2006-12-19  |
| 2015   | atual   | Mahmoud Saikal                             | Representante permanente | 2015-10-27  |